# بلفگور یا شبح موزه لوور
بلفگور یا شبح موزه لوور (به فرانسوی: Belphégor ou le Fantôme du Louvre) یک مینی‌سریال سیاه‌وسفیدِ فرانسوی، بر اساس رمانی به همین نام اثر آرتور برند، است که در ۴ قسمت در سال ۱۹۶۵ تهیه و پخش شد.
این سریال با استقبال بینندگان فرانسوی مواجه شد و حدود ۱۰ میلیون بیینده داشت. در آن هنگام، کشورِ فرانسه ۴۸ میلیون نفر جمعیت داشت که فقط ۴۰٪ شان تلویزیون داشتند.
این مجموعه تلویزیونی، در سال ۱۳۵۲، با دوبلهٔ فارسی از تلویزیون ملی ایران پخش شد.

## چکیده داستان
تابستان ۱۹۶۴ پاریس. شبحی با لباس بلند سیاه و سفید به نام بلفگور، شبها در بخش مصرشناسی موزه لوور ظاهر می‌شود. ناپدید شدن‌ها، حملات، سوء قصدها و مرگ‌های مشکوک یکی پس ار دیگری رخ می‌دهد. پلیس ناتوان بنظر می‌رسد. یک دانشجوی جوان به نام آندره بلگارد می‌خواهد از معمای این راز پرده بردارد. در جوی غریب، او با کمیسر مناردیه که دخترش کولت را دوست دارد، تحقیقی را با ماجراهای بسیار به پیش می‌برد.
تحقیق او را به تعقیب بوریس ویلیامز، پسر بانوی عجیب و غریب هودوین، خواننده سابق سخاوتمند و ثروتمند می‌کشاند. این فرد که به غیب گویی باور دارد، در کشتن مادرش، که نیتهای او را که تبهکار شده تأیید نمی‌کند، درنگ نمی‌کند: او می‌خواهد راز چلیپای گلگون - «فلز پاراسلسوس» اسرارآمیز - را کشف کند تا تشنگی چشیدن طعم قدرت را در کام خود سیراب کند و بر همگان چیره شود. او از لورنس بورل - غیبگویی که او را ندانسته به بلفگور تبدیل کرده - و خواهر دوقلوی ظاهراً فوت شده اش، استفانی کمک می‌گیرد. وقتی لورنس از حقیقت باخبر می‌شود، ناامید و وانگهی عاشق آندره، خودکشی می‌کند. مناردیا ویلیامز را دستگیر می‌کند. آندره و کولت با هم ازدواج می‌کنند. آنها که عکسهای بانو هودوین را به ارث برده‌اند، قادر به فراموش کردن بلفگور نخواهند بود.